# Villeloin-Coulangé

Villeloin-Coulangé este o comună în departamentul Indre-et-Loire, Franța. În 1 ianuarie 2022 avea o populație de 584 de locuitori.